# Jack Gwillim
Jack William Frederick Gwillim (* 15. Dezember 1909 in Canterbury, Kent; † 2. Juli 2001 in Los Angeles, Kalifornien) war ein britischer Film- und Theaterschauspieler.

## Leben
Jack Gwillim trat 1926 im Alter von 17 Jahren der Royal Navy bei und verbrachte die folgenden zwei Jahrzehnte auf See. Bei Ausbruch des Zweiten Weltkriegs wurde er zum Commander befördert und in Hongkong stationiert. In jener Zeit betrieb Gwillim viel Sport, spielte Rugby und wurde Meister im Schwergewichtsboxen. Nachdem er gesundheitliche Probleme bekam – er litt unter anderem an Arthritis – wurde er 1946 ehrenhaft aus der Marine entlassen.
Gwillim konzentrierte sich danach auf eine weitere Leidenschaft – die Schauspielerei. Nach einigen kleineren Theaterrollen trat er in den 1950er Jahren der Royal Shakespeare Company in Stratford bei und ging drei Jahre bei Anthony Quayle, einem zu jener Zeit bereits etablierten Schauspieler, in die Lehre. Weitere drei Jahre später trat Gwillim der Old Vic Company bei. Auch stand er 1953 in der kurzlebigen britischen Sitcom Life with Father auch erstmals vor der Kamera.
Bereits in England als Bühnenschauspieler akzeptiert, emigrierte Gwillim 1969 in die Vereinigten Staaten, wo er mit einigen noch heute bekannten Akteuren (Rex Harrison, John Gielgud, James Earl Jones, Richard Burton...) in Theaterstücken auf der Bühne stand. Zu den bekanntesten zählten Romeo und Julia, Der Kaufmann von Venedig und Richard II..
In Gwillims Filmschaffen waren sowohl Auftritte in Fernsehserien, aber auch in selbst heute noch bekannten Spielfilmen inkludiert. 1959 stand er in der Bibeladaption Salomon und die Königin von Saba vor der Kamera, gefolgt von einem kleinen Auftritt im Klassiker Lawrence von Arabien (1962). Im späteren Verlauf seiner Karriere stand Gwillim in Patton – Rebell in Uniform im Jahr 1970 vor der Kamera und im Fantasyfilm Kampf der Titanen aus dem Jahr 1981. Eine große Filmrolle blieb ihm jedoch stets verwehrt.

## Privatleben
Mit seiner ersten Frau Peggy Bollard, mit der er bis 1959 verheiratet war, hatte er zwei Kinder, Sarah-Jane Gwillim (ehemals Schauspielerin und heute Universitätsprofessorin an der University of Michigan) und der Schauspieler David Gwillim. 1969 heiratete Gwillim erneut. Mit seiner zweiten Frau Olivia Selby bekam er ein weiteres Kind, Sohn Jaxon Duff Gwillim, der ebenfalls Schauspieler wurde.
Jack Gwillim starb 2001, im Alter von 91 Jahren, einen natürlichen Tod.

## Filmografie (Auswahl)
- 1954: Stranger from Venus
- 1956: Panzerschiff Graf Spee (The Battle of the River Plate)
- 1957: Einer kam durch (The One That Got Away)
- 1959: Brennendes Indien (North West Frontier)
- 1959: Salomon und die Königin von Saba (Solomon and Sheba)
- 1960: Die letzte Fahrt der Bismarck (Sink the Bismarck!)
- 1960: Der rote Schatten (Circus of Horrors)
- 1960: Oscar Wilde
- 1960: Das Schwert des Robin Hood (Sword of Sherwood Forest)
- 1961: Und morgen alles (No Love for Johnnie)
- 1962: Der Inspektor (The Inspector)
- 1962: Die Abenteuer des Kapitän Grant (In Search of the Castaways)
- 1962: Lawrence von Arabien (Lawrence of Arabia)
- 1962–1966: Simon Templar (The Saint, Fernsehserie, 3 Folgen)
- 1963: Mein Freund, der Diamanten-Joe (Sammy Going South)
- 1963: Jason und die Argonauten (Jason and the Argonauts)
- 1963: Schmutzige Konkurrenz (The Rivals)
- 1964: Die Rache des Pharao (The Curse of the Mummy’s Tomb)
- 1965: Geheimauftrag für John Drake (Danger Man, Fernsehserie, 3 Folgen)
- 1965: James Bond 007 – Feuerball (Thunderball)
- 1966: Unser Mann in Rio (Se Tutte le Donne del Mondo)
- 1966: Ein Mann zu jeder Jahreszeit (A Man for All Seasons)
- 1967: Mit Schirm, Charme und Melone (The Avengers, Fernsehserie, Folge 5x08)
- 1967: Casino Royale
- 1968: The Man in the Iron Mask (Fernsehserie, 5 Folgen)
- 1969: Luftschlacht um England (Battle of Britain)
- 1969: Das Buschbaby (The Bushbaby)
- 1970: Patton – Rebell in Uniform (Patton)
- 1970: Cromwell – Krieg dem König (Cromwell)
- 1976: Die Chronik der Adams (The Adams Chronicles, Miniserie, Folge 1x04)
- 1981: Kampf der Titanen (Clash of the Titans)
- 1982: Frank Buck – Abenteuer in Malaysia (Bring ’Em Back Alive, Fernsehserie, Folge 1x05)
- 1984: Remington Steele (Fernsehserie, Folge 2x19)
- 1985: Matt Houston (Fernsehserie, Folge 3x19)
- 1987: Blind Date – Verabredung mit einer Unbekannten (Blind Date)
- 1987: Monster Busters (The Monster Squad)
- 1998: Conan, der Abenteurer (Conan the Adventurer, Fernsehserie, Folge 1x17)
- 2001: Blue Shark Hash